# Trichloris pluriflora
Trichloris pluriflora är en gräsart som beskrevs av Eugène Pierre Nicolas Fournier. Trichloris pluriflora ingår i släktet Trichloris och familjen gräs. Inga underarter finns listade i Catalogue of Life.